# Elezioni parlamentari in Grecia del 1950
Le elezioni parlamentari in Grecia del 1950 si tennero il 5 marzo.

## Risultati
| Liste                                                | Voti      | %     | Seggi |
| ---------------------------------------------------- | --------- | ----- | ----- |
| Partito Populista                                    | 317 512   | 18,80 | 62    |
| Partito dei Liberali                                 | 291 083   | 17,23 | 56    |
| Unione Progressista Nazionale di Centro              | 277 739   | 16,44 | 45    |
| Partito di Geōrgios Papandreou                       | 180 185   | 10,67 | 35    |
| Schieramento Nazionale (SKE - KAF)                   | 163 824   | 9,70  | 18    |
| Schieramento Politico Indipendente                   | 137 618   | 8,15  | 16    |
| Fronte di Ricostruzione Nazionale                    | 88 979    | 5,27  | 7     |
| Partito Nazionale di Grecia                          | 61 575    | 3,65  | 7     |
| Schieramento dei Contadini e degli Operai (SAE - AK) | 44 308    | 2,62  | 3     |
| Partito Nuovo                                        | 42 157    | 2,50  | 1     |
| Partito Nazionale del Popolo Lavoratore              | 26 925    | 1,59  | –     |
| Partito per l'Unione Nazionale                       | 14 256    | 0,84  | –     |
| Partito dei Lavoratori di Grecia                     | 9 132     | 0,54  | –     |
| Altri <0,50%                                         | 23 909    | 1,42  | –     |
| Liste indipendenti                                   | 2 979     | 0,18  | –     |
| Candidati indipendenti                               | 6 742     | 0,40  | –     |
| Totale                                               | 1 688 923 | 100   | 250   |